# Login

login — программа для Unix-подобных операционных систем, которая позволяет пользователям войти в систему.
Запрашивает имя пользователя и пароль. Если пара «имя-пароль» неверна, login завершается, обычно возвращая управление getty.
Если аутентификация прошла успешно, login настраивает переменные пользовательского окружения ($HOME, $SHELL, $PATH и т. д.), выводит служебную информацию (дату последнего входа, копирайты), после чего запускает пользовательскую оболочку.
Некоторые оболочки предоставляют свою функцию входа в систему, похожую на программу login.